# アシブトヒメグモ

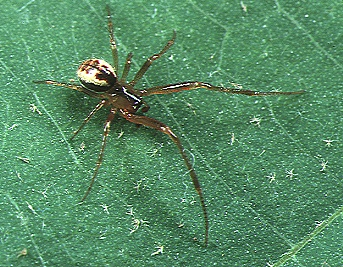
雄成体

アシブトヒメグモ Anelosimus crassipes (Boesenberg et Strand) は、ヒメグモ科のクモである。枝先などに不規則網を張る。ごく普通種ではあるが、花粉を食べていることが発見されていたり、子育てをすることが知られていたりと習性面では面白いクモである。

## 特徴
体長は雌で3.5-4.6mm、雄で2.8-4mm程度の小型のクモである。頭胸部は卵形で、頸溝、放射溝が明瞭。。腹部は卵形で、背面中央に黒褐色から赤褐色の波形紋がある。この紋は菱形っぽい紋が三つ縦に並んでいるようにも見え、その外側が白っぽくてよく目立つ。さらにその外側は褐色になっている。
雄の第1脚腿節の末端が太くなる。別名にハガタグモ、クサリヒメグモ、コノハヒメグモなどがあった由。

## 分布と生息環境
北海道から本州、四国、九州、それに南西諸島から知られる。国外では韓国と中国から知られる。
海岸近くの樹林に多いが、平地から山地まで広く見られる。山林や林道などに多いが神社や公園でも見られる。

## 生態など
木の枝と葉の間に不規則網を張る。網の糸には粘球がついている。テント状のシートを組み合わせて張る例もある。特に広葉樹に多い。
特殊な生態として、宮崎県において、本種がトベラの花の所に網を張り、花粉や蜜を食べることが確認されている。これは日本においてクモが植物質の餌を食べた初めての報告である。
生活史については、年1化との報告もあるが年2化性と考えられている。成体は1年に渡って見られるが、4-6月と9-10月に個体数が明らかに高くなる。この時期に繁殖を行っているらしい。

### 繁殖習性
雌は丸くて白い卵嚢を作り、網の中で上顎にくわえ、抱えるようにして保護する。この時期には、網に餌がかかっても無視する。幼生が卵嚢から出る前に、雌親は卵嚢に噛み付いて穴を開け、幼生はその穴から脱出する。
卵嚢から出た幼生は、最初の2日間は動かず何も食べない。3日目から4日目は雌親から与えられた餌を食べる。それ以降は幼生は母親と共に獲物を捕らえる。この時期になると、母親がいなくなった場合には幼生自身でも餌をとる。
獲物を捕らえる手順は以下のようである。獲物が網にかかると雌親は素早く接近して捕らえ、隠れ家に運ぶ。その後に糸で巻き、それを網に縛り付ける。卵嚢はあっても幼生が出ていない段階では、普段と同じに雌親はすぐに獲物を食べ始める。幼生がいる場合、雌親は獲物を離れ、網の周囲に移動する。この際、幼生と接触することはみられない。その後、幼生が餌を食べる。ヒメグモなどでは雌親が幼生と共に餌を食べることが観察されているが、本種ではこのような行動はみられない。また、母親を入れ替える実験から、この種では母親が自分の子であるかどうかを判別している可能性が示唆されている。

## 類似種など

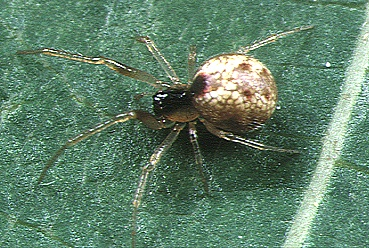
コアシブトヒメグモ・雄成体

同じくらいの大きさで同じような格好でみられるヒメグモ類は複数属に跨って数多いが、斑紋がはっきりしているのでそれらとの判別はたやすい。
ただし、同属にはよく似た別種があり、日本では本種以外に次の種が知られている。
- A. iwawakiensis Yoshida イワワキアシブトヒメグモ
- A. exiguus Yoshida コアシブトヒメグモ

これらは本種とよく似ており、また分布域も前種は本州から韓国、後種は奄美以南の南西諸島と、ある程度重複している。いずれも本種よりやや小柄ではあるが、正確な同定には生殖器など細部を確認する必要がある。また、両種とも最近の記載になるものなので、1980年代以前の報告ではこれらが混同されている可能性がある。